# Березень 2007
Березень 2007 — третій місяць 2007 року, що розпочався у четвер 1 березня та закінчився у суботу 31 березня.

## Події
- 4 березня — парламентські вибори в Естонії.
- 6 березня — війська НАТО почали військову операцію в Афганістані.
- 9 березня — «Форбс» опублікував щорічний список мільярдерів. За підсумками 2006 року їх число досягло 946.
- 11 березня — боксер Володимир Кличко виграв нокаутом бій у II раунді у Рея Остіна (США), захистивши титул чемпіона світу ІБФ у суперважкій вазі.